# Neopanorpa contracta
Neopanorpa contracta är en näbbsländeart som beskrevs av Cheng 1953. Neopanorpa contracta ingår i släktet Neopanorpa och familjen skorpionsländor. Inga underarter finns listade i Catalogue of Life.